# Parapelecopsis
Parapelecopsis är ett släkte av spindlar som beskrevs av Jörg Wunderlich 1992. Parapelecopsis ingår i familjen täckvävarspindlar.
Kladogram enligt Catalogue of Life och Dyntaxa:
| Parapelecopsis | \| \| Parapelecopsis mediocris \| \| \| \| \| \| Parapelecopsis nemoralioides \| \| \| \| \| \| hedbulspindel \| \| \| \| |
|                | \| \| Parapelecopsis mediocris \| \| \| \| \| \| Parapelecopsis nemoralioides \| \| \| \| \| \| hedbulspindel \| \| \| \| |
|                | Parapelecopsis mediocris                                                                                                  |
|                | |
|                | Parapelecopsis nemoralioides                                                                                              |
|                | |
|                | hedbulspindel |
|                | |